# Surinaamse parlementsverkiezingen 1934
De Surinaamse parlementsverkiezingen in 1934 vonden plaats in april en mei van dat jaar. 
Er konden vijf leden voor de Koloniale Staten gekozen worden in verband met het periodiek aftreden van K.J. van Erpecum, W. Kraan, H.G.W. de Miranda, A.G. Putscher en G.Ph. Zaal. De laatste vier hadden zich herkiesbaar gesteld.
| Kandidaat         | Stemmen in de eerste ronde | Stemmen in de tweede ronde | resultaat |
| ----------------- | -------------------------- | -------------------------- | --------- |
| A.F.W. Kampens    | 194                        | 165                        | gekozen   |
| W. Kraan          | 301                        | -                          | gekozen   |
| H.G.W. de Miranda | 285                        | -                          | gekozen   |
| A.J. Morpurgo     | 127                        | -                          | x         |
| A.G. Putscher     | 251                        | -                          | gekozen   |
| C.E. Wolff        | 130                        | 164                        | x         |
| G.Ph. Zaal        | 273                        | -                          | gekozen   |

Bij deze verkiezingen mochten alleen mannen die aan bepaalde voorwaarden voldeden (censuskiesrecht) stemmen. Bij de eerste ronde in februari waren er 418 geldig uitgebrachte stembiljetten waarbij een kiezer voor meer dan een kandidaat kon stemmen. Er waren 5 zetels te verdelen en om in de eerste ronde gekozen te kunnen worden had een kandidaat de stem nodig van meer dan de helft van de geldig uitgebrachte stembiljetten (minstens 210 stemmen). Vier kandidaten voldeden aan die voorwaarde. In mei was de 'herstemming' met twee kandidaten (Kampens en Wolff) waarbij Kampens met een nipte voorsprong gekozen werd.
Na deze verkiezingen had de Koloniale Staten de volgende dertien leden:
| Naam                | Gepland jaar van aftreding | Bijzonderheden                |
| ------------------- | -------------------------- | ----------------------------- |
| J.C. Brons          | 1936                       | voorzitter, in 1935 opgestapt |
| Ph.A. Samson        | 1938                       | vicevoorzitter                |
| C.R. Biswamitre     | 1936                       |                               |
| dr. C.W. Naar       | 1936                       |                               |
| P.A. May            | 1936                       |                               |
| mr. J.C. de Miranda | 1938                       |                               |
| dr. J.W. del Prado  | 1938                       |                               |
| D.J.B. Simons       | 1938                       |                               |
| W. Kraan            | 1940                       |                               |
| H.G.W. de Miranda   | 1940                       |                               |
| A.G. Putscher       | 1940                       |                               |
| G.Ph. Zaal          | 1940                       |                               |
| A.F.W. Kampens      | 1940                       |                               |

In januari 1935 kondigde J.C. Brons zijn vertrek aan als Statenlid waarna Van Erpecum in februari 1935 bij enkele kandidaatstelling gekozen werd en hem ook opvolgde als voorzitter.